# Judy Creek
Der Judy Creek ist ein etwa 180 Kilometer langer rechter Nebenfluss des Fish Creek im Norden des US-Bundesstaats Alaska. 

## Verlauf
Der Judy Creek entspringt in einem niedrigen Höhenzug der North Slope südlich der Küstenebene, 246 Kilometer südsüdöstlich von Point Barrow. Der Judy Creek strömt in nordnordöstlicher Richtung. Nach etwa 30 Kilometern erreicht er die Küstenebene, wo er sich durch eine Seenlandschaft schlängelt und dabei zahlreiche enge Mäander ausbildet. Schließlich mündet er in den Fish Creek, 36 Kilometer oberhalb dessen Mündung in die Beaufortsee. Das Einzugsgebiet des Judy Creek umfasst etwa 1700 km². Es befindet sich im National Petroleum Reserve.